# Bồ Cô
Bồ Cô (tiếng Trung: 浦姑) hoặc Bồ Cổ (tiếng Trung: 薄古) là một phiên thuộc thời Thương Châu, tiếp giáp Hoàng Hà và nằm ở địa phận Sơn Đông hiện nay.